# Cristian Guanca
Cristian Guanca (Buenos Aires, 27 marzo 1993) è un calciatore argentino, centrocampista dell'Al-Ula.

## Caratteristiche tecniche
È un trequartista.

## Palmarès
- UAE Arabian Gulf Cup: 1

Al-Ain: 2021-2022
- UAE Arabian Gulf League: 1

Al-Ain: 2021-2022